# Massacre d'Oran
Le massacre d'Oran ou massacre du 5 juillet 1962, se déroule à Oran en Algérie, le jour indiqué, trois mois et demi après la signature des accords d'Évian mettant fin à la guerre d'Algérie, deux jours après la reconnaissance officielle de l’indépendance, et quelques heures avant sa proclamation.
Le jour du transfert officiel de la souveraineté entre le gouvernement français et le Gouvernement provisoire de la République algérienne, une fusillade — dont l'origine est inconnue — provoque panique et confusion à la place d'Armes, lieu de manifestations populaires fêtant l'indépendance. Si l'on ignore qui prend l'initiative du massacre, les témoignages font état de la présence d’éléments de l'Armée de libération nationale algérienne[réf. souhaitée] (en violation des accords d'Évian), d'auxiliaires temporaires occasionnels et de civils algériens, commettant des exactions à l’encontre de pieds-noirs et d'Algériens pro-français. Les forces armées françaises tardent plusieurs heures avant de s'interposer.
Les estimations du nombre de victimes du massacre sont incertaines et vont de 95 tués (dont 20 pieds-noirs et 75 musulmans)[réf. souhaitée] à près de 353 Européens morts et disparus et une centaine de musulmans morts et disparus.
Après soixante ans d'occultation par les pouvoirs publics français, Emmanuel Macron déclare le 26 janvier 2022 devant des associations de rapatriés que le « massacre du 5 juillet 1962 à Oran, qui toucha des centaines d'Européens, essentiellement des Français, doit être reconnu ».

## Le contexte

### La violence, de février 1961 à février 1962
À la fin de l’année 1960, le FLN commence à se fondre dans la population d’Oran (220 000 personnes) et, durant l'été 1961, l'OAS fait de même dans la population européenne (213 000 personnes). Dans une ville où le terrorisme avait été relativement contenu, cette double infiltration provoque un déferlement de violence.
Aux attentats FLN (à partir de février 1961) répliquent ceux de l'OAS (à partir d’août 1961). Les attentats — facilités par le fait que les populations sont bien plus mêlées que, par exemple, celles d’Alger — dressent les habitants les uns contre les autres (11 septembre 1961). Chacun voit désormais dans l’autre un possible complice des terroristes adverses.
Confrontées à un sanglant chaos, les autorités sont conduites à séparer les deux communautés, ce qui a des conséquences dramatiques pour les nombreux Algériens travaillant dans les quartiers européens. Et la ville, où s'affrontent FLN, OAS, « barbouzes » et forces de l'ordre françaises, devient un champ de bataille jusqu'à l’été 1962, les Algériens et les Européens payant au prix fort des stratégies de terreur, de contre-terreur ou de répression.

### La violence, après le cessez-le-feu
Les accords d'Évian (18 mars 1962) ont fixé la date de cessez-le-feu (19 mars 1962) entre la France et le FLN, ainsi que le principe d’un scrutin d'autodétermination de l'Algérie. Après le cessez-le-feu, le FLN n'est plus contenu par l'armée française et peut donc agir plus librement. Dès le 19 mars, le massacre des harkis commence en Algérie.
Dès le 17 avril, une vague d’enlèvements de personnes s’abat sur Oran. Les rapts s’effectuent par le moyen de barrages établis dans la ville par le FLN, notamment dans les quartiers musulmans, que doivent traverser des Européens pour se rendre à leur travail — quartiers où les soldats français ne patrouillent plus. Les enlèvements sont quotidiens. Ils se poursuivent jusqu'au mois de novembre. On découvre des charniers du FLN. Les habitants du bled, eux-mêmes visés par les enlèvements, se replient sur la ville. L'épouvante s'installe. C’est en ce mois d’avril que se déclenche l’exode des Européens d’Oran. L'OAS, se lance à son tour dans les attentats visant délibérément des innocents.
Le 26 juin 1962, l'OAS a cessé le combat. Ses effectifs ont quitté la ville pour l'Espagne — les derniers, le 28 juin. Un Comité de réconciliation entre les deux communautés a été créé. Il tient une réunion d'organisation à la préfecture, le 28 juin. Au cours de celle-ci, le chef du FLN d’Oran, le capitaine Bakhti, se veut rassurant : « L’ALN est présente à Oran. Pas question d’égorgements. Au contraire, nous vous garantissons une vie meilleure. » Les titres de l'Écho d'Oran donnent à penser que l'heure est à l'apaisement.
Depuis le 25 juin, des camions militaires français sillonnent les rues de la ville, diffusant des messages rassurants, promettant la protection de l’armée française à la population européenne, l’incitant à ne plus avoir peur, à sortir et à reprendre normalement ses activités.
Néanmoins, l’inquiétude est grande, concernant la poursuite des exactions du FLN.
Car les enlèvements continuent. Du 26 au 29 juin, près d'une centaine de personnes sont enlevées en Oranie ; puis, du 30 juin au 4 juillet, 30 autres. Dans le petit peuple, c’est toujours la peur qui prédomine. On ne peut écarter les images horribles et les massacres, qui ont marqué la fin du Congo belge, deux ans plus tôt. Les Européens continuent de quitter la ville.
Mais les bateaux et avions sont insuffisants pour assurer l’exode. À partir du 29 juin, en métropole, une grève de personnels de navigation vient tout aggraver. Le rythme des départs d’Oran fin juin n’est que de 3 000 personnes par jour.

### La lutte GPRA-état-major de l'ALN et l'hypothèse du coup monté

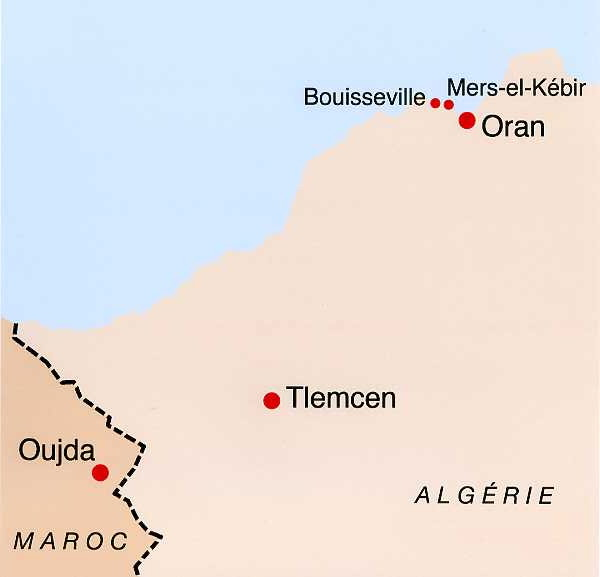
Jusque-là cantonnée au Maroc, l'ALN de l'extérieur commence à investir les postes-frontières et Tlemcen, le 3 juillet 1962-.

Le scrutin d’autodétermination a eu lieu, le 1er juillet. Les résultats en sont connus (99,72% de voix favorables à l’indépendance).
L’ALN de l’extérieur, jusque-là cantonnée au Maroc, commence à entrer en Algérie, le 3 juillet. L’état-major général de l'ALN, allié à Ben Bella, est en pleine lutte pour le pouvoir, face aux modérés du GPRA. Et, au contraire de ce dernier, il est hostile au maintien d’une présence européenne en Algérie. Mohammed Harbi, ancien responsable FLN et historien précise : 
« Avec la France, la Tunisie et le Maroc, il faut bien manœuvrer. Car si ces États apportent leur soutien au GPRA et bloquent l'ALN à l'extérieur, c'en est fini de la coalition benbelliste [...] L'état-major a une vue cynique des choses ; il désire ruiner l'autorité du GPRA. Avec Ben Bella, il ne reculera devant aucun procédé pour se saisir du pouvoir. ».
Ce contexte fournit des arguments à ceux qui soulèvent l’hypothèse de troubles, prémédités en haut lieu. Certes, le massacre du 5 juillet permet à l’ALN de l’extérieur de dire qu'elle entre dans Oran le 8 pour « maintenir l’ordre » — entendant par là que le GPRA est incapable de le faire. Mais, concernant un coup monté, on est toujours dans le domaine de l'hypothèse.
Dans un compte rendu de livres paru dans la revue Outre-mers, l’historien Guy Pervillé écrit : «Mais depuis quelques années, l’hypothèse d’une provocation menée par l’ALN du colonel Houari Boumediene, pour discréditer le GPRA, et aider à porter Ben Bella au pouvoir, soutenue depuis longtemps par l’un des principaux contributeurs de L’agonie d’Oran, Jean-François Paya, a reçu le soutien des historiens Gilbert Meynier et Jean-Jacques Jordi. Le livre de Guillaume Zeller permet au lecteur une bonne initiation sur ce thème... ».
Le politologue Bruno Étienne, spécialiste de l'Algérie, est seul à désigner un groupe comme responsable des massacres et des enlèvements à Oran le 5 juillet : il s'agit d'après lui d'une katiba (compagnie) de l'ALN de l'extérieur, celle de Cheir Belkacem.
Arrivée du camp A de Dar El Kebdani (Maroc) en avant-garde, elle aurait été déjà présente à Oran ce jour-là. Pour Jean-François Paya, une confirmation de cette implication ne pourrait que « renforcer la thèse du coup monté par Oujda » (par l'état-major général de l'ALN, basé à Oujda, au Maroc).

### L'appel à la manifestation du5 juillet
Depuis le 1er juillet, des manifestations musulmanes ont salué joyeusement l’indépendance — défilés de voitures chargées d’hommes et de femmes « hurlant des slogans et des you-you mais, en somme, plutôt bon enfant ». Le chef de la wilaya V (Oranie), le colonel Othmane, acquis à l'ALN de l'extérieur, a dépêché sur Oran les sept katibas de l'ALN qu’il a pu reconstituer après le cessez-le-feu. Elles ont défilé dans la ville le 3 juillet, encadrant les manifestants. Ce même jour, 3 juillet, le capitaine Bakhti a donné l’ordre de cesser les manifestations.
Mais 4 au soir elles reprennent. Car, sur Radio-Alger, le GPRA appelle à de grands rassemblements pour le 5 juillet, jour de la proclamation de l’indépendance. À Alger, les festivités seront présidées par Benyoucef Benkhedda et Krim Belkacem.
Cette coloration GPRA des manifestations irrite peut-être les «ultras » de l'ALN : selon Jean-François Paya, aucun déploiement de foule n’est prévu en Oranie, bien tenue en main par les benbellistes.
À Oran même, le capitaine Bakhti, lié aux ultras, affirme qu’aucune manifestation n’est prévue. Il appelle à la reprise du travail. Le capitaine Bakhti informait jusque-là le général Katz (par le canal du commandant de gendarmerie Humbert) de tout ce qui touchait aux démonstrations de liesse. Il ne le prévient pas d’une manifestation devant se dérouler le jour de la proclamation de l’indépendance.
Il ne le fera que le 5 juillet, « vers midi », c’est-à-dire après le début du massacre.
Les opinions divergent quant à la prise d’initiative de la manifestation...
- Le général Katz avance que les gens, ayant entendu Radio-Alger, auraient spontanément décidé de défiler le 5 juillet[25].
- L'historien algérien Fouad Soufi fait observer que les milieux intellectuels, scouts musulmans et syndicalistes UGTA de la ville[w] étaient hostiles à l’ALN de l’extérieur. Ces modérés, ayant entendu les consignes du GPRA sur Radio-Alger, auraient initié la manifestation, au mépris des injonctions du capitaine Bakhti.
- Les théoriciens du coup monté, tel Jean-François Paya, souscrivent à cette idée. Mais ils vont plus loin. Le coup de feu mystérieux faisant dégénérer la manifestation «GPRA» aurait été, selon eux, une provocation des benbellistes. En déclenchant volontairement des troubles, les ultras accentuaient l’exode européen, déconsidéraient le GPRA et justifiaient l’entrée de l’ALN de l’extérieur dans la ville[26]. L’ALN d’Oujda, dans son ordre du jour du 5 juillet 62, prévoyait de manière prémonitoire sa vocation de maintenir l’ordre  et de discréditer le GPRA[27] (Document ALN du 5 juillet 1962 transmis par une note de renseignement de l'Armée française (2e Bureau d'Oran, 22 juillet 1962)).
- Jean Monneret balaie ces hypothèses. Selon lui, le FLN benbelliste d’Oran avait parfaitement en main la population musulmane. Elle n’aurait pu spontanément décidé de défiler. Quant aux fidèles du GPRA (les modérés), ils n’étaient pas assez influents pour contrarier la volonté des ultras. L'historien affirme d’autre part que l’ALN de l’extérieur n’avait nullement besoin d’un prétexte pour entrer dans Oran. Selon Jean Monneret, la manifestation aurait bel et bien été organisée par le FLN benbelliste tenant la ville. Sur le point de comprendre pourquoi Bakhti n’a pas prévenu le général Katz, Jean Monneret veut y voir l’affirmation d’une distance prise, dans l’ivresse d’une émancipation toute neuve, vis-à-vis de procédures tatillonnes imposées par les Français[28].

## La manifestation

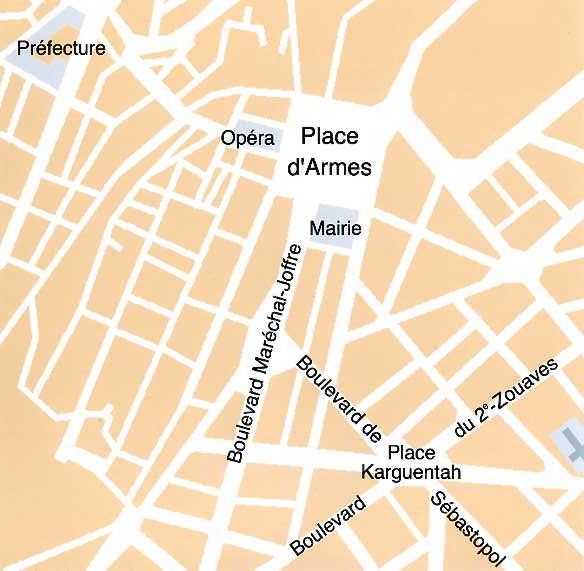
Le centre-ville d’Oran en 1962.

Il reste à Oran, le 5 juillet, environ 100 000 Européens. Ils bénéficient, en principe, de la garantie de leur sécurité et de leurs personnes et de leurs biens, par les accords d'Évian.
La manifestation musulmane se met en place, très tôt. Dès sept heures, la circulation automobile est perturbée. En tête, vont les scouts musulmans, avec leurs foulards verts et blancs.
Des banderoles anti-benbellistes proclament : « Non au culte de la personnalité » ou « Un seul héros, le peuple ». Parti de Ville-Nouvelle, le cortège emprunte le boulevard Joseph-Andrieu, puis le boulevard Maréchal-Joffre, et prend à droite le boulevard du 2e Zouaves, jusqu'à la place Karguentah.
Les manifestations des jours précédents s’étaient cantonnées à la bordure des quartiers musulmans. La foule aujourd’hui s'engage dans le boulevard de Sébastopol, retrouve le boulevard Maréchal-Joffre. Elle progresse ainsi vers la place d'Armes (place Foch), c’est-à-dire vers les quartiers européens.
Car une cérémonie est prévue, place d’Armes : l’ALN doit hisser le drapeau algérien sur la façade de la mairie. Des soldats de l’ALN, en treillis «léopard», sont en effet présents (il pourrait s'agir soit d'hommes de la wilaya V, soit de ceux de l'ALN de l'extérieur dont parle Bruno Étienne : la katiba de Cheir Belkacem).
Le service d’ordre et la circulation sont assurés par des ATO (Auxiliaires Temporaires Occasionnels) en uniforme plus clair, submergés. Sur la place, la foule des manifestants musulmans est maintenant considérable, les femmes en haïk groupées d’un même côté, avec les enfants. L’atmosphère est à la fête, et l’exaltation à son comble.

## La fusillade de la place d'Armes

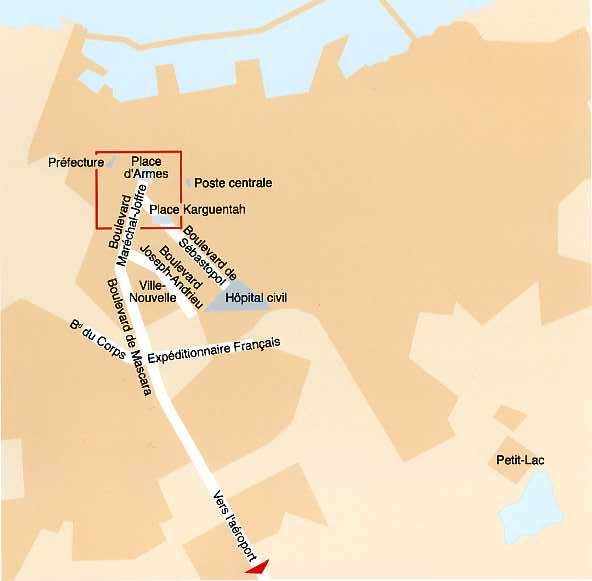
Plan général d'Oran.

À 11 h 15, un coup de feu d’origine inconnue est entendu, place d'Armes. On n’y prête guère attention, puisque l’on est familier des coups de feu (depuis le 1er juillet, l’habitude est prise de tirer en l’air pour manifester sa joie). Mais d’autres coups de feu répondent au premier.
Des musulmans armés se mêlent à la foule. Certains sont en uniforme (ATO et ALN). Et il s’avère que de nombreux manifestants sont armés. Les tirs se généralisent. Un mouvement de panique s’empare de la foule des manifestants musulmans. Beaucoup se couchent à terre. Femmes et enfants s’enfuient. Il y a peut-être des victimes. La fusillade est si nourrie et si confuse qu’on ne peut dire qui tire sur qui.

## Le massacre
On ignore qui prend l’initiative du massacre d’Européens qui va suivre. En revanche, concernant son déroulement, ainsi que les enlèvements, les témoins sont unanimes à mettre en cause l’ALN, les ATO et des civils équipés de pistolets et de couteaux.
Au début, on voit beaucoup les ATO s’impliquer dans les lynchages et dans les meurtres. Puis, peu à peu, les hommes de l’ALN s’imposent en nombre dans les exactions.
Tous ces hommes armés agressent les Européens qu’ils rencontrent. Ils vont mettre à feu et à sang de nombreux quartiers européens. Les hommes armés se ruent sur les immeubles, enfoncent les portes des appartements, ouvrent le feu dans les restaurants, arrêtent, enlèvent, égorgent, au hasard des rencontres. Des rafales de mitraillettes balaient les terrasses des cafés, les porches, les voitures.
Sur les atrocités commises, de nombreux témoignages se recoupent : exécutions sommaires de nombreux Européens et d'Algériens soupçonnés de leur avoir été favorables, scènes de lynchage (place d’Armes, boulevard de Sébastopol, place Karguentah, boulevard de l’Industrie, rue d’Arzew et ailleurs), actes de torture (pendaisons, mutilations, énucléations,), Ces exactions et ces centaines de crimes contre des civils véhiculent deux messages : le premier que la vie paisible et confiante avec les voisins connus depuis des décennies ne sera plus possible ; le deuxième que l'insécurité, la peur panique et la volonté de fuir, à tout prix, des populations européennes sont maintenant prépondérantes.

## Les enlèvements
Les premiers rapts sont signalés vers 12 h 10 : une centaine d’Européens sont dirigés sur Ville-Nouvelle (quartier musulman du centre). D’autres rapts ont lieu avenue de Sidi-Chami (12 h 20). Entre 12 h et 12 h 30, la poste principale est envahie, les fonctionnaires français présents sont égorgés et une trentaine de personnes, hommes et femmes, sont enlevées, contraintes de se déplacer à genoux.
À 13 h 15, des zouaves signalent de nombreux enlèvements d’Européens, rue du Lieutenant-Dahan et dans le secteur du cinéma Rex. D’autres sont signalés boulevard du 2e Zouaves, rue d’Arzew (rue Général-Leclerc), boulevard de Mascara (boulevard Édouard-Herriot) et boulevard des 40 mètres (boulevard du Corps-Expéditionnaire-Français).
Les hommes de l’ALN quadrillent la ville. Ils enlèvent des centaines d'Européens, et les regroupent. C’est ainsi qu'ils conduisent des Européens en cortège au commissariat central, ou vers Petit-Lac (quartier musulman, au sud-est), où sont pratiqués des assassinats de masse. Certains de ces prisonniers sont tués en chemin. D'autres sont sauvés par des musulmans.

## Les dispositions encadrant une intervention française
Les accords d'Évian (article V) prévoient que l’armée française peut intervenir, au cas où la sécurité de ressortissants français serait menacée. Et ce, jusqu’à la remise des pouvoirs à une Assemblée nationale algérienne élue. Il n'y a donc pas risque de protestation de la part de l'Exécutif provisoire algérien.
Mais, lors du conseil des ministres du 24 mai, Louis Joxe a évoqué la peur dans laquelle baignaient les harkis et les Européens ; et le président De Gaulle a livré son sentiment là-dessus : « La France ne doit plus avoir aucune responsabilité dans le maintien de l’ordre après l’autodétermination. Elle aura le devoir d’assister les autorités algériennes ; mais ce sera de l’assistance technique. Si les gens s’entre-massacrent, ce sera l’affaire des nouvelles autorités. »
Du 13 juin au 1er juillet, le général Katz, commandant le division d'Oran, a reçu d’Alger « vingt notes ou messages », parfois contradictoires, restreignant la capacité d’intervention française (en particulier, les notes des 13 et 19 juin de son supérieur direct, le général Fourquet, chef d’état-major en Algérie).
- La note 2140 du 13 juin attirait l’attention sur le fait qu’après le scrutin d’autodétermination, l’exécutif provisoire serait investi de toutes les responsabilités « sans disposer encore des moyens correspondants[51] ».
- Quant à la note du 19 juin[52], le général Katz en dit que « les dispositions arrêtées étaient bonnes tout au plus à régler une manifestation dans une paisible sous-préfecture[53]. » Or, une note aux chefs de corps no 99 /saor/3/ope du 20 juin signée général Katz prévoyait l’usage de la légitime défense y compris pour les ressortissants français après le 3 juillet (non appliquée sur l’ordre du pouvoir central la veille de l’indépendance, avec l’ordre strict de consigner les troupes).

Le 21 juin, lors de la réunion du Conseil des affaires algériennes, le président De Gaulle a rejeté l'instruction Messmer, autorisant une intervention « d’initiative française » (c’est-à-dire non sollicitée par l’exécutif provisoire algérien). La décision finale du Conseil est donc plus restrictive : « L’intervention dite d’initiative ne devra être envisagée pour assurer la protection de nos forces ou celle de nos nationaux que dans les cas de légitime défense ou d’attaque caractérisée. » Dès le 23 juin, l'EMIA (état-major interarmées) rédige une instruction précisant que la France n'exerce plus de responsabilité de maintien de l'ordre, sauf menace directe et grave sur ses ressortissants.
Les 29 et 30 juin, le général Franco dépêcha deux navires qui embarquent des milliers de Français après avoir indiqué au général de Gaulle que ce serait un affrontement armé si on empêchait de mener à bien cette mesure humanitaire[réf. nécessaire].
Le 5 juillet, la menace est directe et grave. Mais le général Katz a pu, au travers des notes du général Fourquet, prendre la mesure de l’hostilité des politiques à toute intervention « d’initiative ». Il dispose d'une garnison totale de 18 000 hommes dont 12 000 sur le seul secteur d’Oran-Ville cantonnés sur plusieurs sites, casernes, lycées, collèges, stades, écoles imbriqués dans la ville à proximité immédiate des événements tragiques qui ont eu lieu[réf. nécessaire].

## La réaction française
Le général Katz sort de trois années de « mise au placard » pour avoir déplu au pouvoir politique. Rentré en grâce l’année précédente, il a obtenu sa troisième étoile. De son propre aveu, il est venu à Oran pour prouver qu’il la mérite. Il commande le GAOR (Groupement autonome d'Oran) et, à titre provisoire, le XXIVe corps d'armée. Il est donc à la tête des 18 000 soldats français présents à Oran.
Si les instructions qu’il a reçues sont déclarées « incompréhensibles » par Gérard Israël et « ineptes » par Jean Monneret, son attitude est qualifiée d’« atterrante » par Georges-Marc Benamou. Le général Katz tarde en effet à réagir (plusieurs heures s’écoulent entre le début du carnage et l'intervention des forces françaises).
Le JMO (journal de marche et d’opérations) du Groupement autonome d’Oran rappelle à 12 h 15 (un des moments les plus intenses du massacre) que les troupes sont consignées ce 5 juillet. Les témoins, tant civils que militaires, tant pieds-noirs que métropolitains, « confirment unanimement qu’il était interdit aux forces françaises d’intervenir ».
Le général Katz dit qu’il était privé de téléphone. Il dit n’avoir été informé de l’existence de troubles que vers midi, par le capitaine Bakhti, qui s’était déplacé. « S’il y a eu cette malheureuse journée, dit le général Katz, la faute en incombe au gouvernement français, qui m’a retiré le maintien de l’ordre. Il a été passé au FLN qui était incapable de l’assumer. » Le gouvernement français « a agi avec légèreté en donnant le maintien de l’ordre à des gens qui ne pouvaient pas l’assumer. Il y aurait dû y avoir une période de transition de je ne sais combien, quinze jours, un mois où [ou], en tout cas, il aurait fallu qu’on puisse l’assumer avec eux ».
Les soldats français restent dans les casernes. Les initiatives participant d’un sentiment humain sont isolées, comme l’acte de désobéissance du lieutenant Kheliff, qui intervient avec son unité de chasseurs du 30e BCP, loin de sa base, pour faire libérer des centaines de prisonniers européens, regroupés devant la préfecture.
Autre officier enfreignant les ordres : le capitaine Croguennec, commandant la 2e compagnie du 2e zouaves. Peu après 14 heures, il fait libérer et sauve certainement de la mort plus de 400 personnes, enfermées au commissariat central, et il les accueille dans son cantonnement de l’école Jules-Ferry.
Les chronologies relatives à l'intervention française ne s'accordent pas toujours.
- Le général Katz dit qu'il donne l'ordre d'intervenir à « midi et quart, midi et demi[64] ». Il donne cet ordre « aux gendarmes. Pas aux chefs de corps que je ne pouvais toucher » (des problèmes de transmission l'empêchent de joindre les forces de troisième catégorie). Les gendarmes sortent « tout de suite » pour patrouiller[65].
- Geneviève de Ternant parle d'une sortie des gendarmes mobiles à 17 h seulement, avec retour au calme immédiat[22].
- Jean Monneret parle d'une mise en place de gendarmes mobiles et de leurs blindés à 15 h, du calme qui revient, uniquement sur les lieux de leur présence, et du retrait des blindés à 15 h 30[66]. Il ne détaille pas la suite de l'intervention française, et ne fait pas état d'un déploiement des forces de troisième catégorie.
- Georges-Marc Benamou évoque une intervention en deux temps : les « premiers gendarmes mobiles » ne sont « opérationnels qu'à 15 h 30 » ; puis, à 17 h, « l'armée » (par ce terme, Benamou entend les forces de troisième catégorie) est « déployée » et le calme revient[67].
- Jean-Jacques Jordi parle d'une intervention en trois temps : les blindés de la gendarmerie mobile se positionnent vers 15 h 45[68] ; puis « il faut attendre 18 h 45 pour que le général Katz demande aux gendarmes mobiles de patrouiller uniquement dans les quartiers européens[69] » ; enfin, les forces de troisième catégorie se déploient (Jordi estime qu'elles ne sont pas encore déployées à 18 h 50[70]).

Si l'on se fie au journal de marche et d'opérations du Groupement autonome d'Oran, c’est à 14 h 20 que l'ordre est donné de mettre en place des gendarmes mobiles « pour 15 heures » en six endroits du centre où ont eu lieu des troubles : square Garbé, devant le palais de justice, place Karguentah, devant le cercle militaire (où les gendarmes mobiles arrivent à 15 h 30), devant la poste centrale et place Sébastopol.
Les gendarmes mobiles sont les « forces de deuxième catégorie » dont la note du général Fourquet en date du 19 juin (citée ci-avant) autorise l’emploi, en cas de risque grave couru par les nationaux. Pour ce qui concerne l'intervention des « forces de troisième catégorie » (ce que les civils entendent communément par « l’armée »), la note dit qu’elle ne peut se faire que « sur demande expresse des autorités civiles ». Le maintien de l’ordre dans les quartiers périphériques — et notamment musulmans, où ont été emmenées le plus grand nombre des personnes enlevées — reste du ressort de l’ALN.
À 15 h, l'intervention des gendarmes mobiles est « statique » (pas de déploiement, pas de patrouilles). Leur présence a un effet apaisant sur les lieux mêmes. Dans le reste de la ville, l'insécurité persiste. Des Européens sont enlevés, à l'intérieur même de leur logis. Les patrouilles de l'ALN et des ATO tirent sans sommation sur les piétons et automobilistes. Une demi-heure plus tard, à 15 h 30, ordre est donné aux blindés de « rentrer à leurs cantonnements ».
On ignore tout des palabres qui pourraient expliquer le retard pris dans l’intervention française. Le général Katz a peut-être négocié à la fois du côté français et du côté algérien.
- Beaucoup de choses ont été dites au sujet d’un ordre téléphonique de non-intervention qu’aurait reçu de Paris, ce jour-là, le général Katz[aw]. Lequel dément catégoriquement : « Non, je n’avais pas d’ordres de Paris à avoir [...] Le maintien de l'ordre m'est retiré, je ne l'ai plus et puis c'est tout[78]. » Les instructions sont là depuis la fin du mois de juin, il doit s’y plier : « Je ne pouvais intervenir que sur demande du préfet algérien[61]. »
- La négociation avec l'autorité civile algérienne porte-t-elle bien sur le seul recours aux forces de troisième catégorie ? ou faut-il négocier aussi le déploiement des gendarmes mobiles ? Le général est muet sur les éventuelles tractations[74]. Il déclare seulement avoir rencontré le préfet algérien, Souiyah El Houari, à 16 h 30[79].

Néanmoins, les enlèvements et assassinats se poursuivent jusqu'à la tombée de la nuit. Jean Monneret suggère que la négociation du général Katz avec le préfet algérien a pu être longue et ardue, et n'aboutir le 5 juillet qu'à des « mesures d'urgence ». En effet, selon le rapport du général Katz, il faut attendre le 6 pour que le préfet accepte que les gendarmes mobiles soient chargés en permanence du maintien de l'ordre dans les quartiers européens.
D'après Jean Monneret, dans les quartiers musulmans, l’ALN, qui a pris une part prépondérante au massacre et aux rapts, va se retourner avec un zèle féroce contre ceux qui l’ont accompagnée dans ces exactions : ATO et civils en armes. Ce qui pourrait expliquer un certain nombre des victimes musulmanes.

## Après le massacre
Au soir de cette journée, le président de Gaulle apparaît comme prévu à la télévision, et proclame l’indépendance de l’Algérie.
Des charniers vont être découverts, notamment celui de Petit-Lac (le général Katz a toujours nié l'existence de ce charnier).
Le wali (gouverneur FLN) d'Oran Houari Souyah et le capitaine Bakhti de l'Armée de Libération Nationale, de son vrai nom Nemiche, réputé proche du clan d'Oujda (Ben Bella-Boumediene-Bouteflika), annoncent que les responsables des troubles, qu'ils disent connaître parfaitement, seront châtiés sans pitié. Le 10 juillet, à Pont-Albin, le capitaine Bakhti présente aux médias 58 prisonniers musulmans arrêtés la veille à Petit-Lac. Il les charge de tous les crimes commis. Version à laquelle « personne ne crut à Oran, même chez les musulmans ».
Selon Jean-Jacques Jordi, il ne s'agit là que d'une mise en scène destinée à tromper la presse internationale. Les prisonniers sont présentés comme des tueurs du bandit Mouedenne Attou. Ce « sanguinaire mais minable chef de bande » sévissait dans les quartiers est, depuis le cessez-le-feu. Membre du FLN, il était chef du renseignement de la zone R4 — zone de Petit-Lac — à Oran. Les bruits les plus divers courent, sur le sort d'Attou. Selon le correspondant du Figaro, Attou se trouvait au nombre des prisonniers présentés à la presse. Mais l’OAS affirme l’avoir abattu le 24 avril. Selon Jean-Jacques Jordi, Attou ne figure pas parmi les prisonniers : Bakhti annonce que l'ALN vient de le supprimer. Toujours selon Jean-Jacques Jordi, Attou aurait fini sa vie à Oran, bien après l'indépendance, après avoir travaillé aux abattoirs de la ville.
Ce massacre achève de terroriser la population civile européenne. Il lui montre qu’elle est privée de protection. Il lui montre la fragilité de son statut, défini par des accords d'Évian, qui sont remis en cause d'un côté comme de l'autre. Le massacre suscite le désespoir des Européens, dont l’exode prend alors un tour accéléré et définitif.
Beaucoup s'étaient contentés jusque-là de mettre leur famille en sécurité en métropole, en attendant de voir comment les choses allaient se passer. Cruellement édifiés, ils partent à leur tour. En octobre 1962, il ne reste plus en Algérie que deux cent mille pieds-noirs, sur environ un million l’année précédente.

## Le nombre de victimes
Si tous les témoignages confirment les scènes de massacre, l’ampleur de celui-ci est très difficile à estimer. Le désordre régnait alors. Depuis le cessez-le-feu, les habitants du bled avaient trouvé un refuge précaire dans la ville. Au port, sur l’hippodrome et à l’aéroport, dans un invraisemblable chaos, s’entassaient des milliers d’Européens espérant un départ,.
Côté algérien, on était en pleine lutte GPRA-ALN de l’extérieur. La volonté de silence des autorités, tant algériennes que françaises, gêne toute vérification.
Les chiffres avancés de part et d’autre oublient le plus souvent des précisions importantes : parle-t-on des morts ? des disparus ? des morts et disparus ? parle-t-on bien des seules victimes européennes ? ou des musulmans et Européens confondus ? parle-t-on bien de la seule journée du 5 juillet, dans la seule ville d’Oran ? Il s’ensuit une grande disparité dans les chiffres, et des querelles, même au sein de la communauté pieds-noirs.
Le premier bilan fut établi dès le 6 juillet 1962 par le Dr Mostefa Naït, membre du FLN, qui dirigeait à l’époque l’hôpital civil d’Oran : 101 morts dont 75 Algériens et 25 Européens, et 145 blessés dont 105 Algériens et 40 Européens. Des chiffres repris par le journal L’Echo d’Oran du 9 juillet 1962.
Le général Katz, dans son rapport du 12 juillet 1962, affirmera qu’il y a eu un peu plus de 20 morts européens et autant de blessés. Il maintiendra ces chiffres dans les décennies suivantes.
Jean Herly, alors consul général de France, déclarera le 28 juillet 1962, avoir été saisi de 448 plaintes concernant des meurtres et des disparitions, une plainte pouvant concerner plusieurs personnes. Donc un minimum de 700 à 2 500 morts. Ces déclarations furent reprises dans Le Monde des 29 et 30 juillet 1962.
Dans le journal Le Monde du 25 juillet 1972, le docteur Alquié, ancien adjoint au maire d'Oran, qui avait ouvert une permanence à l'hôtel de ville dès le lendemain du drame, affirme pour sa part que, dans la seule journée du 6 juillet, il recueille 500 dossiers de disparitions et de demandes de recherche. Il affirme dans le même article du Monde : 
« Quant aux disparus, il y en eut certainement plus d'un millier, qui connurent une fin atroce, soit en ville nouvelle, où ils furent brûlés, soit aux abattoirs, où ils furent pendus à des crochets de boucher, soit au Petit-Lac, où ils furent jetés dans ses eaux boueuses, après avoir été torturés ».
Dans les années 1970, 80 et 90, des associations de pieds-noirs donnent des chiffres beaucoup plus élevés : 3 000 morts, 5 000 morts voire 25 000 morts,,.
En 1977, Jean-Pierre Chevènement, dans son ouvrage Le vieux, la crise, le neuf, donne de nouveaux chiffres. À l’époque jeune énarque et sous-lieutenant, attaché à partir du 5 juillet 1962 auprès de Jean Herly, consul général de France à Oran, Chevènement écrit que « sa principale tâche était de retrouver les huit cents disparus du 5 juillet ».
En 1992, dans la seconde édition de son recueil de témoignages, L’Agonie d’Oran, Geneviève de Ternant dresse la liste de 195 personnes mortes ou disparues le seul 5 juillet 1962 et 19 autres pour les jours précédents et suivants, soit 214 personnes.
En 1994, en réponse aux 500 morts et disparus avancés par Alain-Gérard Slama, Jacques Lenoir ramène ce bilan à 40 ou 50 morts et disparus. Cinq ans plus tard, Alain-Gérard Slama ramènera dans un autre article le bilan à « peut-être deux à trois cents victimes ».
En 2004, le président de la Mission interministérielle aux rapatriés (MIR) Marc Dubourdieu confie au président du Haut Conseil aux rapatriés (HCR) Alain Vauthier le soin de constituer une équipe de recherche, dont la coordination est confiée au général Maurice Faivre. Le rapport, établi en novembre 2006 et remis au Premier ministre Dominique de Villepin, table sur au moins 331 disparitions d'Européens pour les journées du 5 au 8 juillet 1962 à Oran, à partir des documents analysés au Quai d'Orsay.
En 2007, Jean Monneret, qui a consulté les archives du Service historique de la Défense à Vincennes soumises à dérogation, estime que le total des morts et disparus pour les journées des 5, 6 et 7 juillet 1962 est de 365 personnes tout en affirmant « qu’il reste néanmoins tout à fait impossible d’affirmer un chiffre définitif ». Le même historien, dans son livre La tragédie dissimulée paru en 2006, indiquait, qu’à s’en tenir aux archives militaires et aux archives du Quai d’Orsay, le bilan du 5 juillet se situait entre 365 et 453 victimes.
Colette Ducos-Ader, membre du Groupe de recherche sur les Français disparus en Algérie (GRFDA), a travaillé durant plusieurs années sur ce sujet et, dans ses dernières conclusions en 2010, est parvenue quant à elle au nombre de 456 disparus pour les journées de juillet 1962 à Oran.
En 2011, l'historien Jean-Jacques Jordi apporte de nouveaux chiffres. Précisons que l'historien ne dissocie pas les victimes du 5 juillet de celles des jours qui précèdent et qui suivent dans le « Grand Oran ». Il évoque tout d'abord les chiffres de Jean-Marie Huille, conseiller technique pour les affaires militaires de Jean de Broglie (alors secrétaire d'État chargé des Affaires algériennes), et qui indique dans une note adressée en 1962 à ce dernier qu'« il y a eu 671 victimes françaises des événements d'Oran (disparus et décédés) ». Jean-Marie Huille obtient ce chiffre en croisant les données des divers rapports fournis après les faits, par des responsables français en poste à Oran. Jean-Jacques Jordi compare ensuite les chiffres de Jean-Marie Huille à ses propres chiffres, déduits des archives qu'il a consultées : 353 personnes disparues et 326 personnes dont le décès a été constaté, soit un total de 679 victimes (du 26 juin au 10 juillet 1962, dans le « Grand Oran »). Ce qui est très proche de l'évaluation de Jean-Marie Huille. En tenant compte « des cas dits incertains », l'auteur estime donc qu'il y a eu en quelques jours, dans le « Grand Oran », environ 700 morts et disparus européens et une centaine de morts et disparus musulmans.
En 2014, l'historien Guy Pervillé reprend et confirme le nombre d'environ 700 victimes européennes, dans son livre Oran, 5 juillet 1962. Leçon d’histoire sur un massacre.
Le 4 juillet 2022, le ministère français des armées publient une liste (partielle) de 231 victimes disparues lors des massacres à Oran, le 5 juillet 1962.

## La non reconnaissance du massacre
« Le massacre du 5 juillet d’Oran, écrit Georges-Marc Benamou, semble être un événement clandestin, discutable, fantasmé, et dont seuls les survivants se repassent le souvenir. Aucune étude historique définitive. Pas de véritable investigation. Peu de livres. Pas une plaque, nul hommage officiel de la République. Quand il s’agit des massacres du 5 juillet d’Oran, tout est sujet à caution. »

Drapeau non-officiel des « Français d'Algérie » tel qu'il apparaît sur le site amateur oran1962.free.fr

Se heurtant aux intérêts économiques, au silence des pouvoirs publics, à celui des médias et des historiens, les familles des victimes se battent pour que le massacre soit reconnu.

À la question d’un parlementaire lui demandant de préciser ce qu’il envisage de faire afin que la mémoire des victimes du massacre d’Oran puisse être honorée, Hamlaoui Mekachera, ministre français délégué aux anciens combattants, répond, en 2007 : 
« Je tiens à rappeler que la République rend solennellement hommage aux combattants morts pour la France pendant la guerre d'Algérie et les combats du Maroc et de la Tunisie le 5 décembre de chaque année. Conformément aux dispositions de la loi no 2005-158 du 23 février 2005 portant reconnaissance de la Nation et contribution nationale en faveur des Français rapatriés, les victimes civiles et les disparus en Afrique du Nord sont désormais associés à cet hommage national. À ce titre, dans le cadre de la cérémonie nationale du 5 décembre 2006, une plaque a été inaugurée par le Premier ministre, en présence du ministre de la défense et du ministre délégué aux anciens combattants, quai Branly, près du mémorial national de la guerre d'Algérie et des combats du Maroc et de la Tunisie, pour rappeler la souffrance des familles confrontées aux violences, aux massacres ou aux disparitions. »
Le 20 avril 2015, Jean-Marc Todeschini, secrétaire d'État aux anciens combattants et à la mémoire, en visite à Alger, qualifie ce massacre de « débordements tragiques ». Pourtant, depuis 2012, des historiens comme Jean-Jacques Jordi, Guillaume Zeller et Guy Pervillé ne laissent aucun doute sur la réalité des faits, à savoir le massacre de centaines de civils puis une discrimination mémorielle.
Le 5 juillet 2018, Georges-Marc Benamou présente à Nice un documentaire intitulé Oran, le massacre oublié.
Le 5 juillet 2021, Jean Tenneroni, dans un article du Figaro Vox , estime : « qu'en comparaison de la "responsabilité accablante", dont a cru devoir parler le chef de l'État dans son discours du 27 mai 2021 à Kigali à propos du génocide des Tutsis, celle de l'État français concernant ce crime de masse à Oran n'est-elle pas écrasante, puisqu'un seul ordre à nos unités y aurait mis fin ? Presque soixante ans et sept chefs d'État après, ce silence public, comblé seulement par une méritoire initiative mémorielle d'un « mur des disparus » à Perpignan, reste une offense permanente faite à la mémoire de ces innocents martyrisés et une blessure ouverte pour les leurs, laissant une sombre tache sur notre république et notre armée. Le temps n'est-il pas enfin venu de rendre témoignage à la vérité ? »
Après soixante ans d'occultation par les pouvoirs publics, Emmanuel Macron a déclaré le 26 janvier 2022 devant des associations de rapatriés que le « massacre du 5 juillet 1962 » à Oran, qui toucha « des centaines d'Européens, essentiellement des Français », doit être « reconnu ».

### Films documentaires
- Hélène Cohen, Algérie 1962 : l'été où ma famille a disparu, 13 Production, diffusé sur France 3 le 26 juin 2012. Hélène Cohen, née en 1961, découvre en 2002 un secret de famille : deux proches de son père ont disparu le 28 juin 1962 entre Béni Saf et Oran, et quatre autres le lendemain à Oran.
- Georges-Marc Benamou et Jean-Charles Deniau : Oran, le massacre oublié, Siècle Productions, diffusé sur France 3 le 5 septembre 2019[127],[128].

### Communications
Jean-François Paya
Fouad Soufi, « Oran 1962: 4. “le 5 juillet 1962” », sur histoirecoloniale.net, 5 février 2007 (consulté le 12 juillet 2020)